# Émile Georges Charles Petri
Pour les articles homonymes, voir Petri.
Émile Georges Charles Petri, né le 3 avril 1852 à Bouxwiller (Bas-Rhin) et mort le 11 décembre 1918 à Kehl, est un luthérien alsacien, né français, puis devenu allemand par le traité de Francfort. Ayant accepté la nouvelle situation, il est devenu un homme politique important au niveau du Reichsland et de l'Empire. Il est expulsé d'Alsace en 1918, par les autorités françaises et meurt peu après outre-Rhin. Il est le cousin de Christian Frédéric Petri.

## Biographie
Émile Georges Charles Petri est le fils de Charles Émile Petri (1821-1870), receveur de fabrique paroissiale et employé des mines à Bouxwiller et de Caroline Trautmann (1822-1900), fille du notaire et maire de Brumath (Bas-Rhin). Il fréquente le collège de Bouxwiller et obtient les baccalauréats de lettres (1870) et de sciences (1871). Il a 19 ans lors de l'annexion de l'Alsace à l'Empire allemand et choisit de rester en Alsace. Rallié au nouveau régime, il fait ses études de droit aux Universités d'Heidelberg et de Strasbourg de 1871 à 1874 et adhère en 1872 à la fraternité étudiante strasbourgeoise Willhelmitana, protestante et libérale. Docteur en droit, il effectue un stage dans la magistrature à Colmar, puis s'inscrit comme avocat au barreau de Strasbourg en 1878.
En 1884, il est élu député au Consistoire supérieur de l'Église de la Confession d'Augsbourg d'Alsace-Lorraine et siège à cette assemblée jusqu'en 1898, sous la présidence de son cousin Christian Frédéric Petri, président du Directoire. Il est par ailleurs, à partir de 1892, administrateur du Crédit communal de Strasbourg et directeur du Crédit foncier d'Alsace-Lorraine, prenant une place éminente au sein de l'autonomisme d'affaires.
Il est élu en 1884 conseiller général de Soultz-sous-Forêts, en remplacement de son cousin et sera constamment réélu, y compris en 1909. Il s'inscrit au groupe autonomiste et sous cette étiquette il est désigné en 1886, par le conseil général, pour siéger à la Délégation d'Alsace-Lorraine (chambre consultative régionale), puis élu la même année conseiller municipal de Strasbourg. En février 1887, il se présente aux élections législatives contre le député protestataire Jacques Kablé et est largement battu. En juillet, à la suite du décès de Kablé, il se porte à nouveau candidat et est élu député de Strasbourg-ville, les protestataires ne lui ayant pas opposé d'adversaire. Au Reichstag, Petri s’inscrit parmi les apparentés au parti national-libéral. Il est réélu le 20 février 1890, contre le candidat protestataire et social-démocrate Auguste Bebel. Lors des élections municipales de 1891, il dirige le comité électoral conservateur et parvient à unir en une liste unique, autonomistes alsaciens et politiciens allemands, laquelle emporte tous les sièges. Mais le vent tourne et lors des élections au Reichstag du 14 juin 1893, il est battu par Bebel dans une triangulaire, les catholiques ne s'étant pas ralliés clairement à sa candidature. Il ne conserve à partir de cette date que ses mandats locaux et régionaux et il est nommé en 1897 conseiller d'État d'Alsace-Lorraine,.
Courant 1898, Émile Petri rejoint le conservateur alsacien Hugo Zorn de Bulach dans le ministère d'Alsace-Lorraine dirigé par l'Allemand Max von Puttkamer (de) comme secrétaire d'État à la Justice et aux Cultes. Il est chargé de la tâche considérable d'introduire dans le Reichsland le Code civil allemand, à la place du Code Napoléon jusque-là maintenu en vigueur. Il travaille aussi, à partie de 1907, à la réforme du statut de l'Église de la Confession d'Augsbourg, en lien avec les autorités ecclésiastiques et le gouvernement impérial, mais exige un vote du Landtag sur le texte et refuse le vote féminin comme l'indépendance de l'Église. Ce sera finalement un échec. Proche du nouveau Parti libéral alsacien, il conserve son portefeuille dans le ministère constitué par Zorn de Bulach en août 1908. Avec celui-ci, il mène la difficile réforme du statut constitutionnel de l'Alsace-Lorraine (constitution de 1911). Il fait partie des trois représentants du Pays d'empire d'Alsace-Lorraine au Bundesrat (chambre des États) à Berlin nommés le 3 octobre 1911. Le scandale de l'affaire de Saverne, qui oppose les militaires aux autorités civiles, dont la magistrature, l'amène à prendre parti pour cette dernière. Le conseil de guerre ayant tranché pour les militaires, Zorn de Bulach et Petri démissionnent le 28 janvier 1914. Ce dernier est alors nommé à la Chambre Haute du Parlement d'Alsace-Lorraine, tout en restant président du conseil général de Haute Alsace.
Pendant la Première Guerre mondiale, il prend part à l'effort de la propagande allemande en publiant en 1915 une brochure consacrée aux responsabilités de cette guerre. Avec Rodolphe Schwander, il fonde l'Elsässerbund pour combattre la propagande française et s'opposer au rattachement de l'Alsace à la France. Ses discours violents au conseil général étonnent même ses collègues qui le considéraient comme un opportuniste prudent. Aussi, lors de l'entrée des troupes françaises à Strasbourg le 22 novembre 1918, il fait partie des premiers expulsés. Il meurt peu après à Kehl, le 11 décembre 1918.
Émile Petri a épousé Caroline Ehrstein, dite Lina (1853-1927), originaire de Brumath (Bas-Rhin). Ils ont eu deux enfants, Karl Émile et Lucia Emma. Le fils, docteur en droit, puis haut fonctionnaire d'Alsace-Lorraine, expulsé avec son père, devient conseiller juridique à Mannheim. Il adhère au parti national-socialiste en 1933, est réintégré dans la fonction publique allemande en 1940 et nommé Landkommissar de Strasbourg-campagne, puis Landrat de ce même cercle et de celui de Kehl jusqu'en octobre 1944.